# De wildeman (sprookje)
De wildeman is een sprookje uit Overijssel.

## Het verhaal
Een wereldberoemde schermmeester is in dienst van de koning en deze belooft zijn dochter aan de man die deze schermmeester kan verslaan. Een jongeman houdt van de koningsdochter en gaat het duel aan, maar hij verliest. Met lelijke wonden kan hij ontkomen en hij ontmoet een oude man die hem vertelt dat hij een broer heeft. Deze broer woont alleen in het bos en is een reus van een kerel en zo sterk als een beer. De jongeman gaat naar het bos en klimt in een boom, een wildeman springt op zijn paard. De man weet dat dit zijn broer is en roept hem vrolijk, waarna de wildeman aan de boom rukt. De man kan uit de boom klimmen en spreekt verstandig met zijn broer, waarna ze vrienden worden. De jongeman vertelt over de schermmeester en de koningsdochter en de wildeman gaat met hem mee. De wildeman heeft nog nooit een zwaard gezien en kan er niet mee omgaan. De schermmeester verwondt zijn arm, waarna de wildeman hem op de grond smijt. De schermmeester smeekt om zijn leven en de koningsdochter moet dan trouwen, maar wil de wildeman niet. De wildeman wil ook liever naar zijn bos terug en daarom trouwt zijn broer met de koningsdochter, alle drie zijn tevreden met deze situatie.

## Achtergronden
- Zie ook Wildeman.
- Ook in IJzeren Hans uit Kinder- und Hausmärchen komt een wildeman voor.